# موسيقى إنجليزية (رواية)
الموسيقى الإنجليزية (بالإنجليزية: English Music)‏ هي رواية للكاتب الإنجليزي بيتر أكرويد، نشرت عام 1992، لأول مرة عن دار نشر هاميش هاملتون.